# Sambuci
Sambuci – miejscowość i gmina we Włoszech, w regionie Lacjum, w prowincji Rzym.
Według danych na rok 2004 gminę zamieszkiwało 891 osób, 111,4 os./km².